# Muhammad al-Idrisi
Abu Abd Allah Muhammad al-Idrisi (arabiska أبو عبد الله محمد الإدريسي; latin: Dreses), född 1100 i Ceuta, dåvarande Almoravidiska imperiet, nuvarande Spanien, död 1165 eller 1166 på Sicilien eller Ceuta, var en  kartograf, geograf och upptäcktsresande som bodde på Sicilien, och tillhörde hovet runt kung Roger II av Sicilien  Muhammad al-Idrisi hävdade att han var ättling till profeten Muhammed.

## Biografi
Muhammad al-Idrisi föddes 1099 eller 1100 i Ceuta i Marocko. Hans förfäder tillhörde Idrisiderna som hade styrt över Malaga och norra Marocko från 788 till 974 e.Kr.
Han studerade i Cordoba i det muslimska Spanien. Därefter gjorde han långa resor i Spanien Frankrike, Nordafrika och Anatolien. Omkring 1140 blev al-Idrisi inbjuden till kung Roger II av Sicilien som samlade lärda män från olika kulturer till sitt hov. Al-Idrisi fick uppdraget att samla allt vetande inom geografi och färdigställa en världskarta.

## Verk
Al-Idrisis mest kända verk är hans världskarta "lawh al-tarsim" från 1154. Han arbetade på dess kommentarer och illustrationer i arton år vid Roger II:s hov. Hans karta är numera känd under namnet 'Tabula Rogeriana', och dess tillhörande bok 'Geografia'. Tillsammans kallades de Nuzhat al-Mushtak fi Ikhtiraq al-Afaq av Roger, men al-Kitab al-Rujari ("Rogers bok") av al-Idrisi. Hans kartor användes flitigt vid upptäcktsresorna under renässansen, så till exempel av  Christopher Columbus. Roger II:s personliga världskarta nedtecknades på en rund silverplatta som vägde omkring 400 kilo. 
Al-Idrisis verk innefattar Nozhat al-mushtaq fi ikhtiraq al-afaq, ett kompendium av samtidens geografiska och sociala vetande likväl som beskrivningar av hans egna resor vilka illustreras med över 70 kartor; Kharitat al-`alam al-ma`mour min al-ard (Karta över de bebodda regionerna av jorden) i vilken han indelar jorden i sju regioner, av vilka den första sträcker sig från ekvatorn till 23 graders latitud, och den sjunde mellan 54 och 63 grader, följt av en på grund av kyla och snö obeboelig region.
Han var fast övertygad om att jorden var sfärisk. Han bevisade detta genom att fastslå att "ett balansförhållande som inte erfar någon variation" håller kvar vattenmassorna.

## Galleri

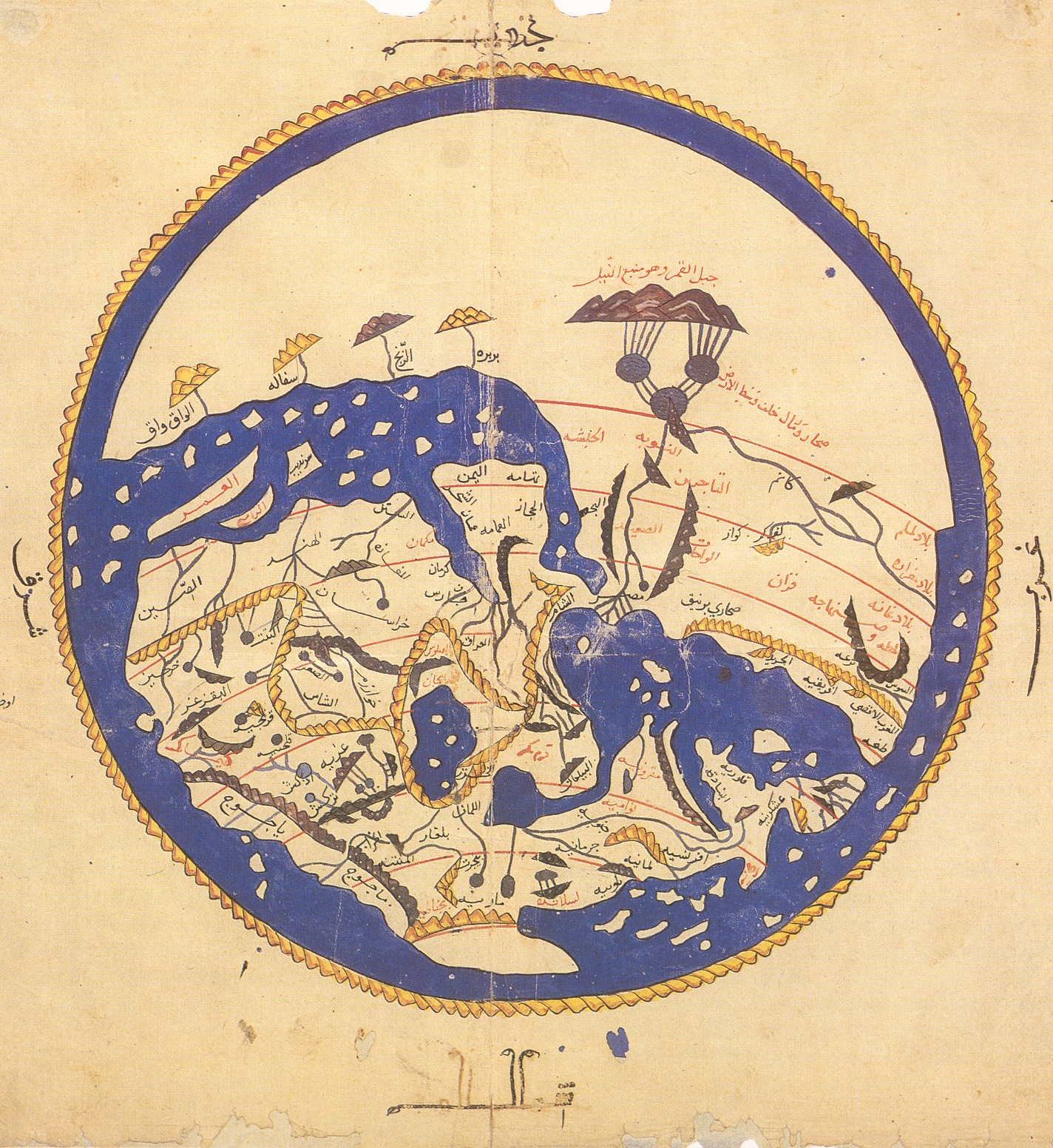
Al-Idrisis världskarta från 1154. Observera att söder ligger uppåt i kartan.
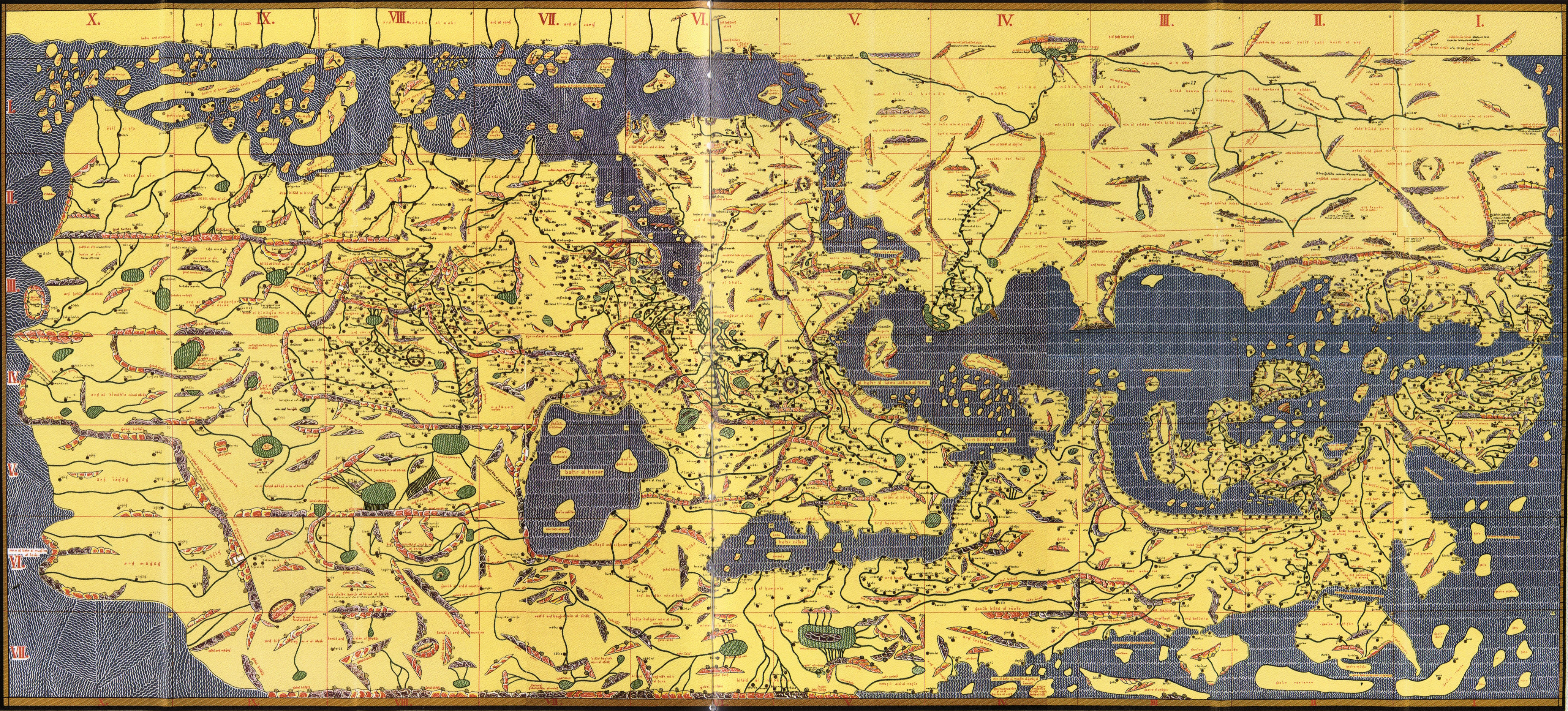
Tabula Rogeriana, utförd av Al-Idrisi för Roger II av Sicilien 1154.
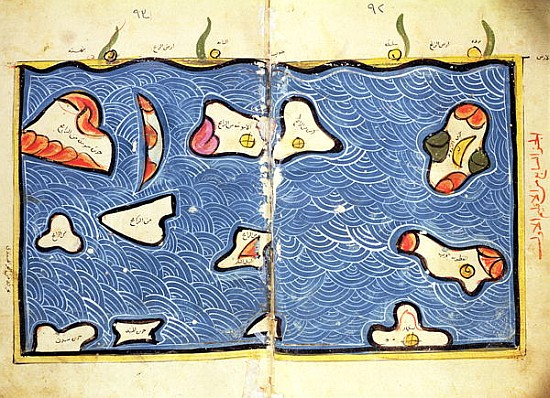
Al-Idrisis karta över Indiska oceanen.
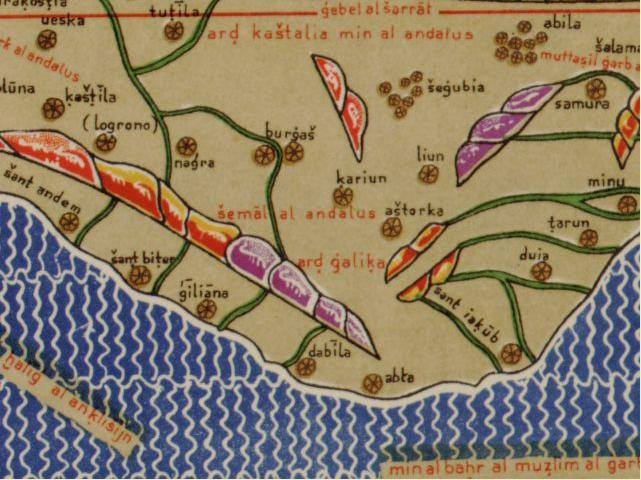
Al-Idrisis karta över Iberiska halvön.
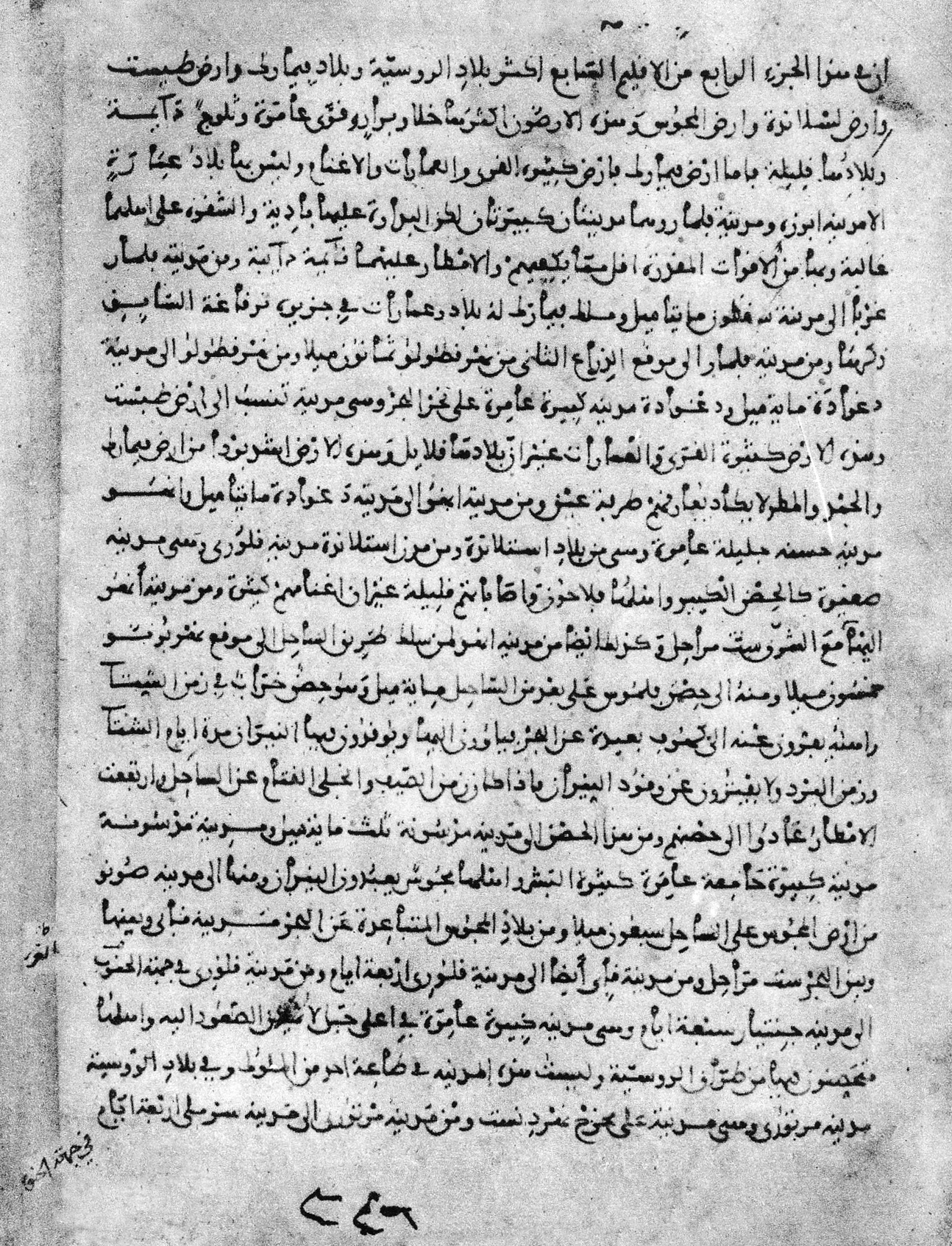
Al-Idrisis Beskrivning över Finland